# Сан-Феліпе-де-Пуерто-Плата
Сан Феліпе де Пуерто Плата (ісп. San Felipe de Puerto Plata), скорочено — Пуерто-Плата (ісп. Puerto Plata) — місто на півночі Домініканської Республіки, столиця провінції Пуерто-Плата.
Важливий туристичний центр. Відстань від Санто-Домінго — 215 км.

## Історія

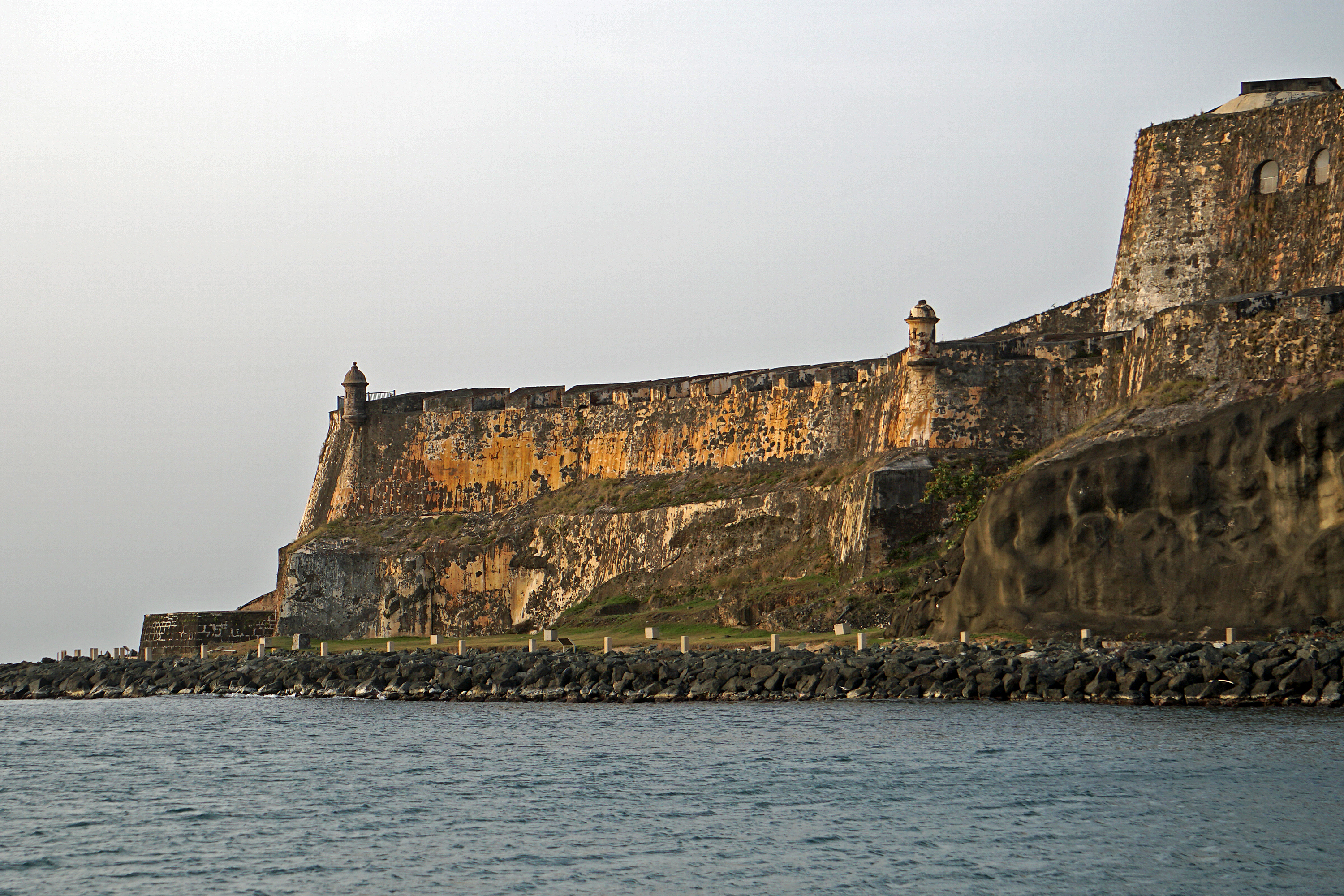
Фортеця Сан-Феліпе

Засноване в 1502 році місто Пуерто-Плата, що перекладається з іспанської як «срібний порт», зобов'язане своєю назвою Христофору Колумбу, який пропливав повз і який оцінив блискучу на сонці зручну бухту. Протягом наступного довгого періоду місто грало роль проміжного пункту постачання кораблів, що курсували через океан, що робило його вразливим для піратських набігів.
У 1863 році, під час Війни за відновлення домініканської незалежності, місто було повністю зруйноване. Починаючи з 1865 року почало відбудовуватися сучасне Пуерто-Плата, цим пояснюється домінуючий нині вікторіанський стиль міської архітектури.
У місті, який є жвавим центром провінції, розташовані одна з найбільших гавані країни та міжнародний аеропорт Грегоріо Луперон. Розвинутий туризм завдяки пляжам Лонг-Біч, Дорада та Кофрезі. 

## Пам'ятки
- Форт Сан-Феліпе